# 大石镇 (广元市)
大石镇，是中华人民共和国四川省广元市利州区下辖的一个乡镇级行政单位。2019年12月，将大石镇红岩村、大广村所属行政区域划归雪峰街道管辖。

## 行政区划
大石镇下辖以下地区：
大石板社区、大石村、小稻村、山元村、缠龙村、五一村、五四村、快乐村、前进村、绿化村、青岩村、光荣村、安乐村、苏家村、青岭村、前哨村、大广村、红岩村、高坡村、石笋村和冠山村。